# Wiwaxia corrugata
Wiwaxia corrugata és una espècie d'animal amb el cos tou i cobert d'escames. Es coneix a partir de les restes fòssils trobades a Burgess Shale, del Cambrià inferior i mitjà. Aquests organismes es coneixen principalment per esclerits dispersos; s'han trobat espècimens articulats que fan entre 3,4 mm i 5 cm de longitud. Les afinitats taxonòmiques precises d'aquest gènere són material de debat entre els paleontòlegs.